# 方丹莱里布
方丹莱里布（法語：Fontaine-les-Ribouts，法語發音：[fɔ̃tɛn le ʁibu]）是法国厄尔-卢瓦省的一个市镇，属于德勒区。

## 地理
方丹莱里布（48°39'13"N, 1°15'20"E）面积7.12 平方千米，位于法国中央-卢瓦尔河谷大区厄尔-卢瓦省，该省份为法国北部内陆省份，北起顺时针与厄尔省、伊夫林省、埃松省、卢瓦雷省、卢瓦-谢尔省、萨尔特省和奧恩省接壤。
与方丹莱里布接壤的市镇（或旧市镇、城区）包括：沙坦库尔、索尔尼耶尔、圣让德勒贝维利耶、圣昂日和托尔赛。

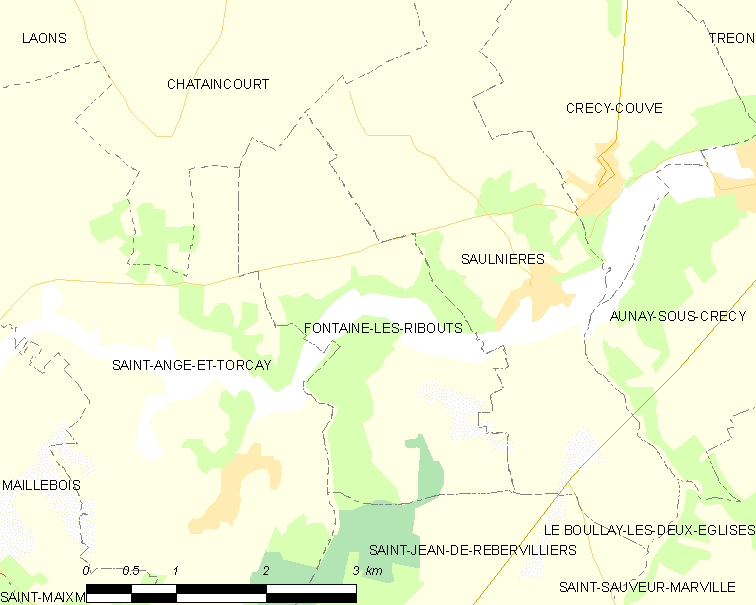
方丹莱里布的OSM定位图

方丹莱里布的时区为UTC+01:00、UTC+02:00（夏令时）。

## 行政
方丹莱里布的邮政编码为28170，INSEE市镇编码为28155。

## 政治
方丹莱里布所属的省级选区为圣吕班德容什雷县。

## 人口

1962-2008年间方丹莱里布人口变化图示

方丹莱里布于2022年1月1日时的人口数量为187人。